# 拉唐格阿尔
拉唐格阿尔（Ratangarh），是印度中央邦Neemuch县的一个城镇。总人口7004（2001年）。

## 人口
该地2001年总人口7004人，其中男性3571人，女性3433人；0—6岁人口1041人，其中男553人，女488人；识字率65.01%，其中男性为74.88%，女性为54.73%。